# هرود بزرگ

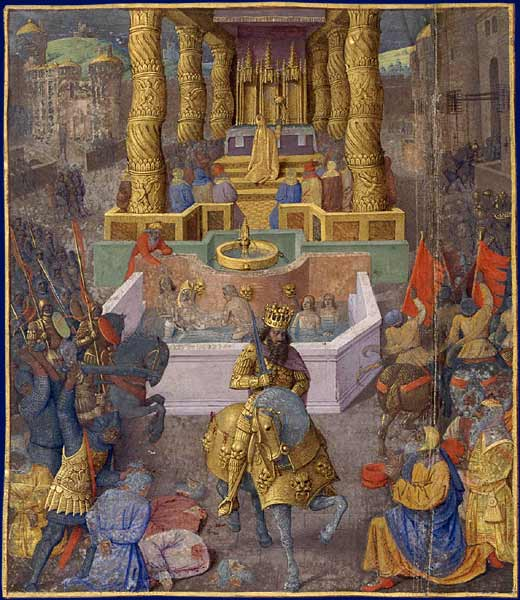
هِرود بزرگ در ۳۶ پیش از میلاد اورشلیم را محاصره می‌کند، از ژان فوکِت در اواخر قرن پانزدهم میلادی

هِرود یکم (عبری:הוֹרְדוֹס) که با عنوان هِرود بزرگ نیز شناخته می‌شود، پادشاه یهودیه و حاکم دست‌نشانده آن از سوی امپراتوری روم بود. او بیشتر برای احداث پروژه‌های عظیم ساختمانی در دوران حکومتش شناخته شده‌است. از جمله این آثار می‌توان به بازسازی معبد دوم در اورشلیم و توسعه پایگاه آن اشاره کرد. جزئیات سرگذشت او در آثار یوسف فلاوی مورخ رومی–یهودی ثبت شده‌است. پس از مرگ هرود در سال ۴ پیش از میلاد، رومیان پادشاهی او را میان سه پسر و خواهرش تقسیم کردند. از هرود در انجیل متی به عنوان پادشاه یهودیه که دستور کشتار کودکان را در زمان تولد عیسی می‌دهد یاد شده‌است، اگرچه صحت تاریخی آن معلوم نیست.

## زندگی‌نامه
هرود در حدود سال ۷۴ پیش از میلاد زاده شد. آنتیپاتر، او را والی ربع جلیل قرار داد و برادرش را به حکمرانی اورشلیم منصوب کرد. هرود، از سوی امپراتوری روم پشتیبانی می‌شد؛ اما سنهدرین او را به بی بند و باری اخلاقی و خون‌ریزی متهم کرد.

## فرهنگ و معماری

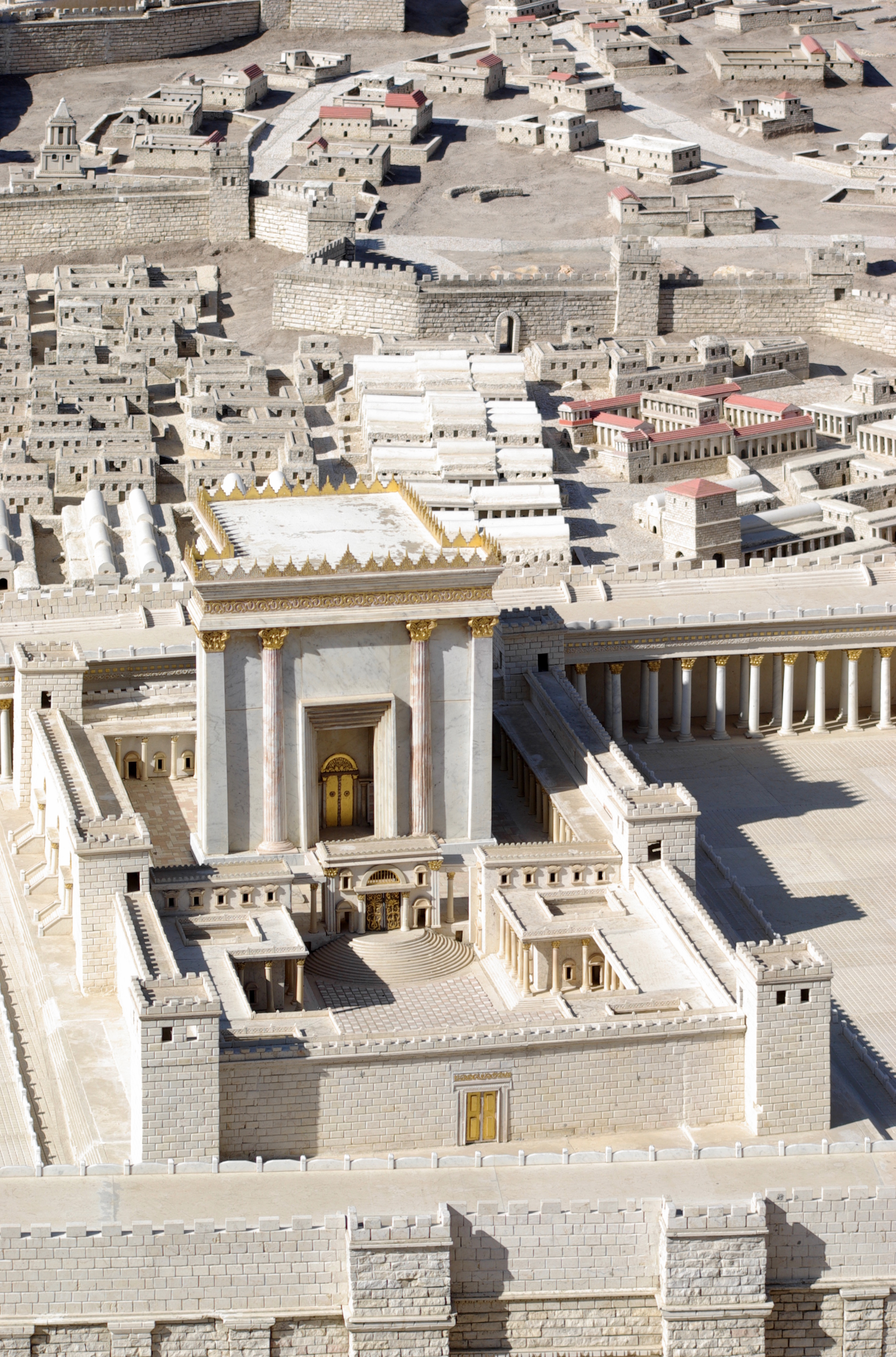
نمای هیکل بنا شده توسط هرود

هرود، تحت تأثیر فرهنگ و تمدن یونانی بود، و خود نیز قصد داشت وحدت فرهنگی، در قلمرو یونان به وجود آورد؛ به همین دلیل به ترویج اخلاق، رسوم، لباس، افکار، ادبیات و هنر یونانی پرداخت. وی دانشمندان یونانی را پیرامون خویش گرد می‌آورد و مقام‌های عالی رسمی و دولتی را به آن‌ها می‌بخشید. نیکولائوس دمشقی را رایزن رسمی و تاریخ‌نویس مخصوص خود کرد.
وی در اورشلیم، یک نمایشگاه بزرگ ترتیب داد و پیرامون آن‌ها را با ساختمان‌هایی که با نام اگوستوس بنیاد می‌شد، آراست. مسابقات پهلوانی همراه با موسیقی یونانی و جنگ‌های گلادیاتور را رواج داد. وی همچنین دستور داد در میدان‌ها، تندیس‌ها و پیکره‌های یونانی برپا کنند. او همچنین در جلیل، کاخی نو برای خود بنیان نهاد و برای ساخت آن از معماران رومی کمک گرفت.
در سال هجدهم فرمانروایی، هرود قصد کرد هیکل سلیمان را از نو بسازد. هرچند یهودیان با پیشنهاد او بر ویرانی هیکل پیشین که به دستور کوروش ساخته شده بود، موافقت نکردند؛ هرود به توسعه هیکل دست زد. کار هیکل جدید در یک سال و نیم پایان یافت و صحن بیرونی آن نیز هشت سال به طول انجامید. او در ساخت هیکل، به قوانین یهودی توجه کرد و هزار کاهن را به خانه‌سازی گماشت. معبد ساخته شده، در سال ۷۰ پس از میلاد، به دستور تیتوس واژگون گشت.
او همچنین بر کوه موریا، جایی را به مساحت بیش از شصت هزار متر مربع تسطیح نمود، و به دستور وی گرداگرد آن رواق‌هایی ساخته شد که بام آن‌ها از چوب سدر بود و منبت کاری شده بود. این بام روی چند ردیف از ستونهای به سبک کورنتی قرار داشت. در بیرون حیاط اصلی، دکانهای صرافی برقرار گشت که در آنجا پول ایرانی را با پولهای عبری که در حرم مورد قبول بود، معاوضه می‌کردند.

## در عهد جدید
بر اساس انجیل متی در عهد جدید، پس از زاده شدن عیسی، سه مغ (سه مرد مجوس) از شرق (در تاریخ از آن سه مرد به عنوان ایرانی نیز نام برده شده‌است)، به دیدار هرودیس آمدند تا دربارهٔ خبر زاده شدن پادشاه یهود از او پرسش کنند، چرا که اختر وی را در شرق دیده بودند. هرود، پیش از آن از کاهنان و کاتبان شنیده بود که کریستوس یا مسیح یهودیان در بیت لحم یهودیه زاده می‌شود؛ پس مردان مغ را به بیت لحم فرستاد و از آن‌ها خواست که هرگاه آن بچه را یافتند، به وی آگاهی دهند؛ اما مردان مجوس بر اساس رؤیایی که دیده بودند، هرود را آگاه نکردند.
همچنین در عهد جدید آمده‌است که یوسف پدر عیسی، در خواب دید که هرود قصد کشتن عیسی را دارد و به همین دلیل به مصر هجرت کرد. همچنین بر اساس انجیل، هرود تمام نوزادان پسر زیر دو سال را در بیت لحم، کشت.
اعتبار تاریخی این رویداد مشخص نیست، زیرا هیچ منبع تاریخی به چنین کشتاری اشاره نکرده‌است.
متن آیه مربوط چنین است:
آنگاه، چون مسیح در عصر هرود پادشاه در بیت‌اللحم یهودیه زاده شد، مجوسانی چند از مشرق‌زمین به اورشلیم آمدند و گفتند: «آن مولود کجاست، پادشاه یهود؟ زانکه ما ستاره او را در مشرق دیده‌ایم و [اینک] برای پرستش او آمده‌ایم.» هرود پادشاه چون سخن [ایشان] بشنید، [سخت] برآشفت و تمام اورشلیم [نیز] همراه او [به تکاپو افتاد]. و آنگاه که جمله کاتبان و کاهنان بزرگ قوم را گرد هم آورد، از آنها پرسید «مسیح باید کجا زاده شود؟» و آنها بدو گفتند: «در بیت‌اللحم یهودیه، چرا که از سوی نبی چنین مکتوب [آمده] است: و تو [ای] بیت‌اللحم در سرزمین یهودا، از دیگر امیران یهودا کوچک‌تر نیستی زیرا که از تو حکمرانی [به ظهور] خواهد آمد و بر قوم من، اسرائیل حکم خواهد راند.»

## زنان و فرزندان
بنا به روایت یوسفوس، هرودیس ده زن و چهارده فرزند داشت:
- دوریس: که از او پسرش آنتیپاتر سوم زاده شد و در سال چهارم پیش از میلاد کشته شد.
- مریم اول(میریام)؛ وی نوه هیرکانیوس دوم و خواهر آریستوبولوس بود که هر دوی آنان را هرود به قتل رسانیده بود. میریام، بر اساس روایت یوسفیوس، تندخو بود و میان زنان خاندان سلطنتی حکمفرما بود. به دلیل دشمنی این زن با مادر و خواهر هرود، پادشاه او را به زندان افکند و به توطئه خواهر، وی را مسموم نمود. اعدام میریام، سبب دیوانگی و آشفتگی هرود شد؛ چنان‌که بعدها مادر و خواهرش را نیز به قتل رسانید. کمی بعد، آنتیپاتر، پسری که از زن اولش داشت، به او ثابت کرد که آلکساندر و آریستوبولوس، دو پسری که از میریام داشت، در صدد توطئه دیگری هستند. هرود این موضوع را به شورایی مرکب از یکصد و پنجاه عضو رجوع کرد و این شورا، در سال ۶ قبل از میلاد، آن دو جوان را به مرگ محکوم کرد. دو سال بعد، نیکولائوس دمشقی خود آنتیپاتر را متقاعد ساخت که برای گرفتن جای پدر توطئه کنند. هرودس دستور داد آنتیپاتر را نزد او بیاورند و محکوم سازند.
- مریم دوم(ماریا)؛ دختر کاهن اعظم یهودی شمعون شیموئن بود. این دختر یهودی، هرود دوم را برای پادشاه زائید.
- مالتاسه؛ او برای پادشاه چهار دختر و دو پسر به نام آرخیلاوس و آنتیپاس زائید.
- کلئوپاترا اورشلیم؛ دو پسر او هرود فیلیپ دوم و تتراک هرود بود.
- پالاس؛ که پاسائل را زائید.
- پایدرا؛ که دختری به نام رکسانا زائید.
- الپیس؛

نام دو همسر دیگر پادشاه و فرزندان آن‌ها در تاریخ ذکر نشده‌است.

## مرگ
بنا به روایت یوسفوس، هرود در ماه مارس یا آوریل ۴ پیش از میلاد، ۳۷ سال پس از به پادشاهی نشستن، و ۳۴ سال پس از مرگ آنتیگونوس، مُرد. پادشاه در این روزها، به بیماری استسقا، زخم معده، تب، تشنج، دهان بویناک، افسردگی و پارانویا مبتلا بود و پس از نجات از همه توطئه‌ها، در صدد خودکشی برآمد. مرگ او، پنج روز پس از اعدام آنتیپاتر، به دستور او بود. پس از مرگ او، پسرانش هرود آرخیلاوس، هرود آنتیپاس و هرود فیلیپ دوم، قلمرو را میان خود تقسیم کردند. ایهود نتصر، در ۷ مه ۲۰۰۷، به کمک گروهی از دانشگاه عبری اورشلیم، موفق به شناسایی و کشف مکان دقیق مقبره هرود بزرگ شد.